# Districte d'Alca
Alca (del quítxua allqa, «marró»; o bé d' awqaq, «soldat» o «guerrer») és un dels deu districtes que conformen la província de La Unió al departament d'Arequipa al sud del Perú. A l'inici Alca pertanyia al departament de Cuzco, posteriorment es va incorporar al departament d'Arequipa. El districte va ser creat mitjançant Decret del 4 de maig de 1835, al govern del President Luis José de Orbegoso. La capital homònima, Alca, és a 2.750 msnm i a una hora per carretera des de Cotahuasi. Comprèn els Annexos de Cahuana, Ayahuasi, Huillac i Yumasca; així com els caserius de Lucha, Ticnay i Chucmay.

Des del punt de vista jeràrquic de l'Església catòlica forma part de la Prelatura de Chuquibamba a l'Arquebisbat d'Arequipa.

## Sociolingüística

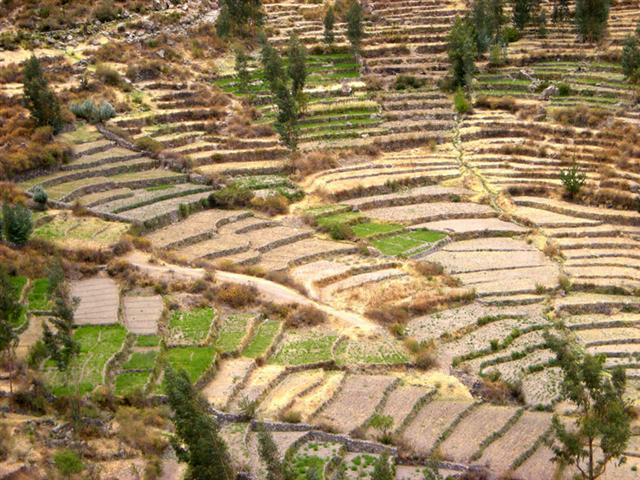
Hi ha bancals prehispànics encara en ús, on s'hi cultiven papes, blat de moro, faves, racacha, tarwi i olluco.

Els habitants del districte són majoritàriament ciutadans indígenes d'ascendència quítxua. El quítxua és la llengua materna de la majoria de la població (78,33%) va aprendre a parlar durant la infància, el 20,69% dels residents van començar a parlar en castellà (cens del Perú de 2007).

## Autoritats municipals
- 2019-2022
  - Alcalde: Antonio Dionicio Castro Flores.
- 2015-2018[5]
  - Alcalde: JOSE ALBERTO LOAYZA CALDERON, d' AREQUIPA RENACE (AR).
  - Regidors: ESTELA ROSA FALCON PACHECO (AR), ELIAS TITO LAZARO (AR), FIDEL DIONICI HUAMANI FLORS (AR), Pedro FABIO Barrios Mayor (AR), Isidro ALBERTO HUAMANI QUISPE (Força Arequipeña).
- 2011-2014
  - WILDOR RAMON RUBIO ARGÜELLES.
- 2007-2010
  - Alcalde: Benjamín Barrios Bellido.